# 대한민국-소말리아 관계
대한민국-소말리아 관계(Somalia–South Korea relations)는 소말리아와 대한민국 간의 양자 관계이다. 수교는 1987년 9월 25일 처음 수립됐다.

## 역사
대한민국은 소말리아 연방정부와의 수교를 공식적으로 인정하고 유지하고 있다. 2013년 5월, 하산 셰흐 마하무드 소말리아 대통령은 수년 만에 소말리아에서 근무한 최초의 아시아 태평양 국가 외교 대표인 김찬우 모가디슈 주재 한국 대사의 신임장을 수락했다. 찬우 총리는 또한 대한민국이 소말리아 수도에 대사관을 다시 열 것이라고 발표했다. 또한, 대사는 자신의 행정부가 6.25 전쟁에서 얻은 분쟁 후 재건 및 개발에 대한 한국의 경험을 활용하는 과정에서 소말리아 정부의 지속적인 재건 노력을 지원할 것이라고 밝혔다. 그는 또한 자신의 정부가 과거 한국 당국이 했던 것처럼 소말리아에서 다시 한 번 농업 및 기술 프로젝트를 시작할 것이라고 주장했다.

## 같이 보기
- 대한민국의 대외 관계